# Teatro della Fortuna

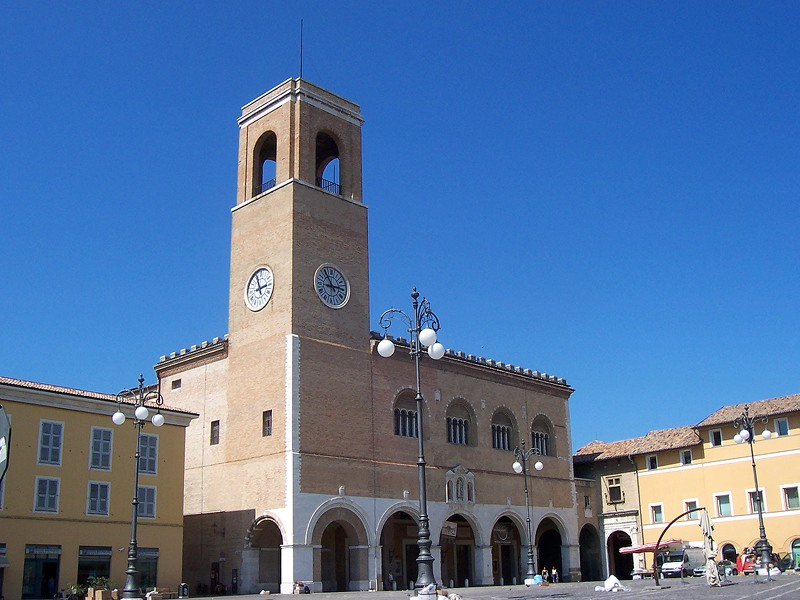
Palazzo del Podestà, chiamato anche Palazzo della Ragione, nel 2017

Il Teatro della Fortuna è un teatro italiano, sito nella città di Fano. Si tratta del principale teatro cittadino. All'interno si svolgono spettacoli di lirica, prosa e danza. 
Il nome deriva dalla denominazione latina della città di Fano, Fanum Fortunae, il tempio della Fortuna. 

## Storia

### Antica funzione dell'edificio
Il palazzo del teatro nasce nel 1299 come palazzo del Podestà. Nel piano inferiore mostrava pilastri di un triplice loggiato, mentre il piano superiore ospitava un vasto salone con pareti affrescate. Nei lacerti degli affreschi, tutt'ora presenti nella sala riammodernata, s'individuano sacre rappresentazioni (tra le quali una maestà della Madonna col Bambino) e gli stemmi del Comune e di Galeotto I Malatesta signore della città. 
Un'epigrafe posta su un pilastro tramanda data e nomi di coloro che vollero il palazzo, con il nome dell'architetto che lo edificò: Magister Paulutius me fecit (me fecit significa "mi costruì"). Inizialmente questo edificio era destinato alle assemblee del consiglio civico, e, secondo la tradizione, Egidio di Albornoz avrebbe qui promulgato il 29 aprile 1357 le note costituzioni egidiane.
Sull'arcata centrale del prospetto è posto il trittico dei protettori: la nicchia centrale raffigura San Paterniano, patrono della città, con la cattedra e un ricco tortiglione risalente all'inizio del XIV secolo, mentre le due nicchie laterali contengono statuette in cotto di San Fortunato e Sant'Eusebio, risalenti al XVI secolo.

#### Storia del campanile
In origine il palazzo del Podestà presentava un semplice sostegno murario per la campana. Un primo progetto di costruzione di un campanile si ebbe nel 1414: venne eretta una piccola struttura, che crollò nel 1491 per un evento atmosferico. Venne sostituita nel 1526, ma anche questa crollò per un nuovo turbine nel 1568. Ricostruita nuovamente, riportò danni a causa di un terremoto nel 1688, e per questo venne demolita. In quel periodo Luigi Vanvitelli era attivo nelle Marche: ricevette dunque il compito di realizzare un progetto, mai concretizzato, per la nuova struttura. Fu invece realizzato il più semplice progetto dell'architetto riminese Gian Francesco Buonamici, in seguito abbattuto dalle mine delle truppe tedesche nell'agosto 1944, sorte che toccò a tutti gli altri campanili fanesi, considerati punti strategici.
Nel dopoguerra si svolse un intenso dibattito circa la ricostruzione della torre: alcuni sostenevano la ricostruzione del Palazzo del Podestà così come si presentava nel 1299, quindi senza campanile, altri suggerivano la ripresa del progetto del Buonamici, altri ancora chiesero un moderno disegno. Alla fine prevalse la volontà di non creare un presunto "falso storico", e si optò per una nuova progettazione. Fu indetto un bando a cui arrivarono a pari merito due progetti, che vennero fusi in una contestatissima realizzazione.

### Sala della Commedia
La prima rappresentazione teatrale documentata all'interno del palazzo risale al carnevale del 1491: si tratta della Rappresentatio Apollinis et Daphnes conversae in laurum, composta dal cancelliere comunale Giovanni Antonio Torelli, avo dell'illustre Giacomo Torelli, esempio del teatro profano che stava prendendo piede nei comuni italiani. È probabile che, in un clima culturale così fertile, si siano rappresentati altri spettacoli prima di questo, ma sempre strettamente legati al carnevale. A partire da quella data si dispone di una fitta attestazione di opere, anche molto dispendiose, rappresentate nella sala.
Nel 1556 iniziò un'opera di restauro che mutò la destinazione dell'antico palazzo, trasformandolo in Sala della Commedia prima e in Teatro della Fortuna poi. Vennero modificate le volte del triplice loggiato, che furono affrescate con "raffaellesche"; di questo rifacimento sopravvive quello corrispondente alla sala della biglietteria. Il salone superiore fu decorato con palco e scena.
Venne dunque allestita nella sala della commedia la prima scena stabile, al piano superiore del palazzo del podestà, dove attualmente si trova la moderna sala Verdi. Tuttavia era stato edificato solo un palco e non una cavea o gradinate stabili. In questa sala venivano rappresentati principalmente spettacoli di mimi, burattinai, comici e dilettanti locali. Non ci pervengono testi di commedie rappresentate fatta eccezione per la "commedia nuova pastorale" intitolata Amor cortese del fanese Francesco Dionisio.
A partire dal 1560, epoca di fioritura della polifonia, iniziarono a essere intonati cori anche nella sala della commedia. Sono attestate anche rappresentazioni di tragedie, anche se in minor numero, come l’Attamante di autore anonimo.
Nel 1600, sotto l'influsso della controriforma, si diffusero componimenti tragico-agiografici della drammaturgia gesuita. Nel 1608 furono installate le prime macchine sceniche per il dramma La pellegrina. Di tali macchine si farà largo uso per il melodramma, che si diffonderà pochi anni dopo.
In questo periodo l'ambiente fanese era molto raffinato, come attestano le numerose feste in maschera e rappresentazioni teatrali a tema classicheggiante realizzate nelle case dei nobili, caratterizzate da un particolare gusto per gli effetti speciali: vennero introdotti su palco gli animali e si fece largo uso delle macchine teatrali. Torelli stesso organizzò queste rappresentazioni prima di partire per Venezia.
Già nel 1636 erano stati richiesti interventi di restauro al tetto del palazzo che minacciava di cadere e faceva passare l'acqua che bagnava la scena e penetrava fino alla volta della loggia. Inoltre il legname del palco non poteva sopportare il peso delle macchine. 

### Inaugurazione e struttura del primo Teatro della Fortuna

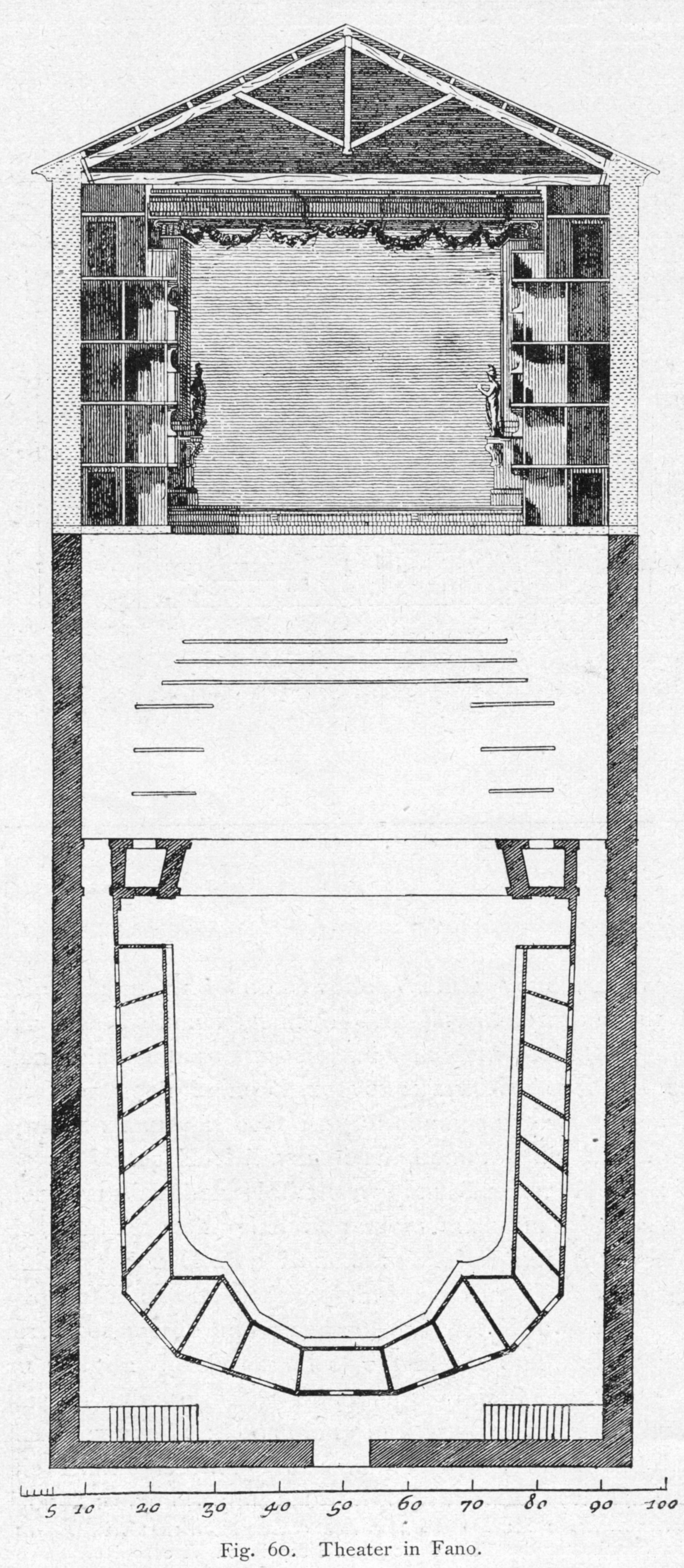
Pianta del Teatro della Fortuna di Torelli

Giacomo Torelli, appena tornato dalla Francia di Luigi XIV, venne incaricato della progettazione del teatro della sua città e dell'allestimento dello spettacolo inaugurale. Morì un anno dopo, prima di intraprendere un nuovo viaggio in Francia per la costruzione del Teatro di Versailles. La costruzione procedette molto a rilento: la vecchia sala della commedia continuò a essere utilizzata fino al 1669. I primi interventi per la costruzione del teatro risalgono al 1671; fu ultimato nel 1676.
Si trattava di un teatro a palchetti in legno, come già ne esistevano in Italia. Torelli aveva utilizzato la sua esperienza per rendere ottima l'acustica e le decorazioni più eleganti. La pianta, utilizzata già nei maggiori teatri italiani, era un rettangolo absidato. I palchetti erano disposti in cinque ordini, ventuno per ogni ordine, tutti intagliati in modo diverso e con un parapetto avanzato. Le balaustre erano decorate con quadri dipinti a grottesche e si concludevano con un motivo traforato, diviso da piccole cariatidi della ringhiera del quinto ordine. Il palco era decorato da lesene scanalate poggianti su un alto zoccolo. Dallo stemma civico fanese, posto al centro, si dipartivano due grandi festoni che terminavano nei due pilastri. Lì stavano due statue lignee dipinte a finto bronzo di Giunone e Minerva. Le due statue della Pittura e dell'Architettura erano poste nell'angolo d'incrocio con le pareti laterali. Nella volta, circondata da una cornice con fregio a festoni, era dipinto un empireo di un pittore fanese. Ciò che diede maggior lustro al teatro furono le scene fastosissime e le macchine per ogni effetto, tipiche del teatro barocco. Secondo la tradizione, l'imperatore Leopoldo I d'Austria volle edificare il teatro di Vienna su modello di quello fanese torelliano.

#### Restauro a cura di Bibiena
Nel 1718 Ferdinando Bibiena fu incaricato del restauro del teatro. Fece ridipingere l'intero complesso decorativo, ampliò il numero delle scenografie e fece predisporre un nuovo sipario in cui era rappresentata, in prospettiva simmetrica come in un grande specchio, la sala del teatro, una decorazione tipicamente barocca per la contrapposizione tra il contenitore e la sua immagine. Apportò inoltre delle piccole modifiche alla struttura originaria del teatro.
Dopo questo primo intervento, il teatro fu ridipinto diverse volte finché non subì danni nel 1779 a causa degli attacchi austro-russo-turchi. Il teatro fu nuovamente ristrutturato e rimase in funzione fini al 1839, quando fu chiuso poiché risultava ormai fatiscente e inadatto alle nuove rappresentazioni.

### Attività artistica del primo Teatro della Fortuna

#### I primi cento anni
Nel giugno 1677 Torelli curò lo spettacolo inaugurale, intitolato Il Trionfo della Continenza considerato in Scipione Affricano, più adatto a una grande capitale come Parigi piuttosto che a una cittadina come Fano. Lo spettacolo, con le sue elaborate e prospettiche scenografie e i suoi prestigiosi interpreti, non fece guadagnare nulla a Torelli, che dovette pagare di tasca propria tutti i debiti. Si potrà avere un'idea dell'elaboratezza delle macchine da questa descrizione: 
Già dal primo periodo di utilizzo il teatro ospitò sia opera in musica che prosa, funzione che mantenne anche agli inizi del 1700. Nella stagione carnevalesca del 1718 fu spettatore l'esule pretendente al trono inglese Giacomo III Stuart. Misero in scena per lui Il tradimento traditor di se stesso, melodramma musicato da Antonio Lotti, e La Costanza in trionfo melodramma di Carlo Francesco Pollaroli. Egli chiamò in casa sua gli artisti per complimentarsi con loro. Il teatro ospitava anche spettacoli di comici itineranti scritturati di anno in anno, che spesso facevano gli intermezzi nelle opere in musica. Dopo il rifacimento di Bibiena, il teatro fu inaugurato con una stagione grandiosa. Si assistette per la prima volta a Fano al melodramma metastasiano, andato in scena solo un anno prima a Roma. Per l'occasione fu permesso anche alle donne di recitare nell'Artaserse di Pietro Metastasio: Paola Corvi interpretò il ruolo maschile di Artaserse mentre Marianna Marini cantò la prima parte di Semira. 
Da questo momento il teatro iniziò a mettere in scena due stagioni all'anno: una in occasione del carnevale, una estiva a Luglio. Le donne, escluse dai teatri dello Stato Pontificio, poterono recitare a Fano solo in un'altra occasione: nel 1745, dopo un nuovo restauro del teatro, furono chiamate oltre alle cantanti anche ballerine. Nel 1786 fu fatta una nuova supplica per chiedere che le donne recitassero nella stagione teatrale di quell'anno, ma fu respinta.
Gli ormai superati "intermezzi comici" si trasformarono a metà secolo nel "dramma giocoso", messo in scena anche a Fano nel 1755 su libretto di Carlo Goldoni. In quegli anni il teatro ospitò con una certa frequenza anche spettacoli di danza.

#### Dal 1777 al 1839
Poiché il denaro iniziava a scarseggiare, si smise di mettere in scena i costosi melodrammi metastasiani e si diede la precedenza ai drammi giocosi, alle commedie in musica e alle farse. Al 1783 risale invece la messa in scena della prima opera buffa.
Con l'arrivo delle truppe francesi nel 1798 cessò il bando alle donne dalle scene dei teatri dello Stato Pontificio, ma il teatro fu danneggiato e riprese la sua piena attività solo nel 1806. Il 1º agosto del 1808 fu organizzata una festa da ballo in onore del viceré d'Italia Eugenio Beauharnais, ospite a Fano dopo l'aggregazione della città allo stato napoleonico.
La prima testimonianza su Rossini a Fano si ebbe probabilmente nel 1801, quando si innamorò di una giovane fanese all'età di nove anni. L'episodio fu reso noto in tutta Fano e dei comici improvvisarono dei lazzi sull'accaduto. Rossini si infuriò talmente tanto che tirò la viola conto il comico sul palcoscenico. 
Nel carnevale del 1820 furono messe in scena per la prima volta il barbiere di Siviglia e l'inganno felice, opere di Rossini che diventeranno famosissime.
In primavera si spostarono le rappresentazioni alla sala comunale più adatta del teatro torelliano per spettacoli a carattere semi domestico.
In questi anni il teatro di Fano si vide superato dalla concorrenza dei nuovi teatri sorti nelle città di Pesaro, Ancona e Senigallia. Non rinuncio però ad allestire spettacoli d'opera, infatti nel luglio 1828 fu allestita la rossiniana Matilde di Shabran ossia Bellezza e cuor di ferro.
L'altra opera rossiniana Semiramide fu rappresentata nella stagione carnevalesca del 1830.  Negli anni seguenti furono rappresentante oltre alle opere di Rossini anche quelle di Bellini e Donizetti a cui assistettero anche il re e la regina di Napoli, Ferdinando II e Maria Teresa d'Austria. Nel 1839 si svolse l'ultima stagione dell'antico teatro.  

### Teatro provvisorio comunale
Un manifesto del 1841 documenta lo spostamento delle rappresentazioni teatrali nel "teatrino della sala del comune di Fano", eretto all'interno della Sala Grande dell'ex Palazzo Malatestiano, dove oggi si trova la pinacoteca civica.
Già nel 1822 era stato adattato a teatro per ospitare un'opera in musica, e per l'occasione furono eretti un palcoscenico e due ordini di diciannove palchetti in legno; si trattava quindi di un teatro come vari altri dell'entroterra marchigiano. 
Nel teatro si esibirono inizialmente solo filodrammatici, cioè compagnie di dilettanti locali. Bisognerà aspettare il 1845 per assistere a regolari stagioni liriche, ma il teatro era comunque troppo piccolo per ospitare compagnie di ballo. In un clima di grande fervore nazionale per l'elezione al soglio pontificio di Pio IX, il teatro di Fano ebbe una discreta importanza a livello nazionale e seppe comunque rispondere alle esigenze mondane di una cittadinanza patriottica e liberale. Nelle stagioni di carnevale del 1847 e del 1848 furono rappresentate solo opere di Donizetti e si assistette alla prima rappresentazione marchigiana del Don Pasquale. 
Nel 1849, in linea con il fervore di quel periodo, a Fano furono rappresentate per la prima volta opere di Verdi. In questo periodo si diede molto più spazio alla lirica, per cui furono chiamati anche cantanti molto celebri. Solo nel 1851, in clima di restaurazione, fu ospitata la drammatica compagnia Carlo Goldoni. Negli anni seguenti si alternarono stagioni di prosa a stagioni di lirica. Da ricordare Macbeth, prima opera di Shakespeare rappresentata a Fano. Il teatro provvisorio fu chiuso nel novembre 1860, poco prima dell'unità d'Italia. Nel 1863 fu finalmente aperto il Teatro della Fortuna di Luigi Poletti.

### Teatro di Poletti
Il 2 giugno 1839 era stata richiesta una scrupolosa ispezione del teatro torelliano da cui risultò che tale edificio era ormai inagibile. Si decretò quindi di costruire un nuovo teatro. Il gonfaloniere Borgogelli sottolineava l'inadeguatezza del Palazzo del Podestà a ospitare un nuovo teatro e l'importanza di conservare quello di Torelli per la sua importanza storica. Fu quindi nominata una commissione, presieduta dallo stesso Borgogelli, per deliberare sull'argomento. Venne inizialmente scelto il Palazzo Tomani come sede del nuovo teatro. Nel 1840 però il mandato di Borgogelli scadde e fu sostituito da Filippo Bracci, il quale sottolineò la bellezza e l'ottima posizione del palazzo del podestà. Fu quindi deciso di costruire in quel luogo il nuovo teatro. Furono presentati due progetti: uno ampliava il palazzo del podestà, ma manteneva il teatro di Torelli e costruiva quello moderno nell'area retrostante; l'altro prevedeva l'abbattimento dell'antico palazzo e della torre per la costruzione di un nuovo e più grande complesso teatrale. La commissione riteneva che il secondo progetto fosse eccessivo poiché il palazzo aveva un'importanza storica. Il conte Bracci si era espresso favorevole al secondo progetto, anche perché il restauro del palazzo era molto dispendioso, ma fu messo in minoranza. Nel 1842 fu commissionata a Luigi Poletti la progettazione del nuovo teatro. Nel 1845 il consiglio approvò di costruirlo all'interno del palazzo del podestà, demolendo quello di Torelli. Il palazzo del podestà fu restaurato e ingrandito, demolendo alcuni edifici contigui e creando una grande piazza nella zona del retro dell'edificio.
Il progetto prevedeva nel retro una facciata neoclassica, con uno spazioso portico sorretto da sei colonne doriche e sopra un attico coronato da un timpano con orologio e statue. Doveva poi essere costruita una nuova larga strada costeggiata da portici e botteghe. Tutti questi progetti non furono realizzati per mancanza di finanziamenti. Il progetto prevedeva anche l'abbattimento della torre civica e la costruzione di una nuova sul palazzo Malatestiano, ma Poletti vi si oppose fermamente.

## Struttura del teatro

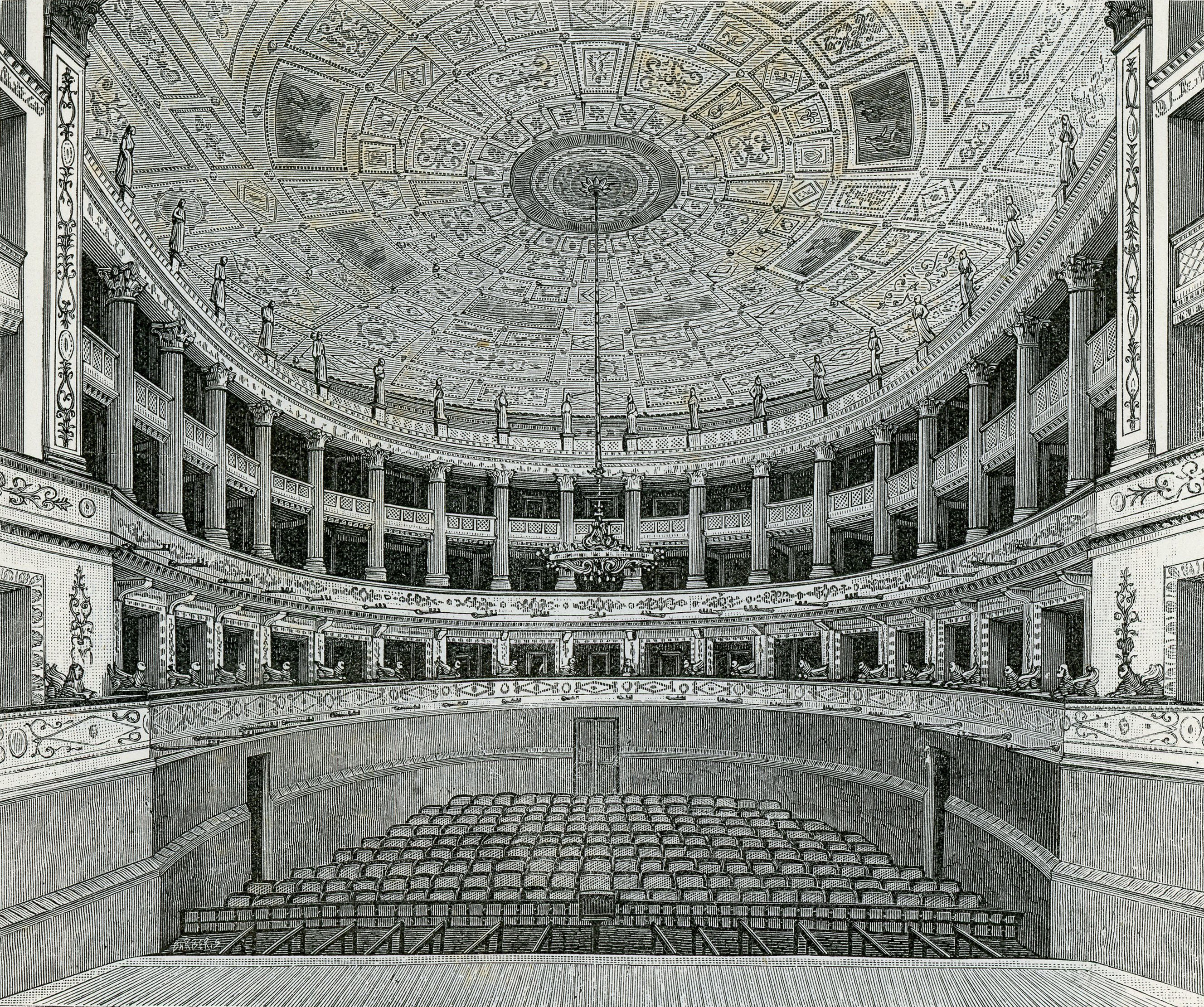
Xilografia della sala del teatro

Poletti nel realizzare il Teatro della Fortuna si ispirò a quello realizzato a Faenza da Giuseppe Pistocchi, in stile neoclassico. Egli aveva già realizzato dei teatri a Terni e a Rimini, e su modello di questi, correggendo alcuni difetti, realizzò quello di Fano.
Il perimetro è a ferro di cavallo e presenta tre ordini di ventuno palchi e un loggione. Il basamento, di altezza inusuale rispetto ai teatri tradizionali, sorregge i palchi del primo ordine, divisi da sfingi posizionate davanti a un pilastro in muratura decorato, che a loro volta sorreggono il secondo ordine. A separare i palchi del secondo e terzo ordine ci sono delle colonne corinzie che sorreggono il fregio e la cornice del loggione. Il parapetto di questo è decorato da statue. Le balaustre del loggione e del terzo ordine sono decorate con il motivo del traforo che alleggerisce l'impalcatura, mentre quelle del primo e del secondo sono abbellite con stucchi decorati. Il soffitto, realizzato dall'urbinate Giuliano Corsini, è decorato a corone concentriche i cui tondi e riquadri presentavano tempere del romano Francesco Grandi: i fasti di Apollo, i genietti delle arti e sette muse. Queste tempre furono distrutte dai bombardamenti della seconda guerra mondiale. Di Grandi si è invece salvato il sipario, ancora in uso e che raffigura l'ingresso di Cesare Ottaviano Augusto nell'antica fanum fortunae. L'imperatore è ritto su un carro tirato da quattro cavalli bianchi mentre riceve l'acclamazione dei magistrati e dei cittadini, tra loro c'è Vitruvio raffigurato con le fattezze di Poletti che tiene in mano il progetto della basilica che svetta oltre il muro della città. Viene raffigurato anche l'Arco di Augusto e il faro, e le mura che però presentano i torrioni quadrati anziché tondi. La ricostruzione della Fano romana è immaginaria e forse lo stesso artista non si è mai recato a Fano.
A causa della mancanza di spazio, Poletti costruì un palcoscenico troppo poco profondo rispetto a ciò che l'opera avrebbe richiesto. Furono costruite anche numerose macchine tra cui anche quella che permetteva il sollevamento della platea a livello del palco in caso di feste. 

### Atrii e galleria superiore
Il teatro presenta due atrii: uno è stato decorato nel 1863 in stile pompeiano, dall'altro partono i due scenografici scaloni che conducono ai palchi. 
Nell'atrio esterno gli spazi tra le porte erano decorati a finto marmo giallo, verde e rosso. Nella fascia che divide i marmi dal cornicione sono raffigurati i giochi olimpici e sopra vi sono tre lunette che raffigurano la Storia, la Poesia e la Musica, mentre in quelle poste nelle pareti laterali vi sono la Scultura e la Pittura. L'arrivo è ricoperto da una volta a crociera dove erano dipinti due scomparti a forma ottagonale con la Danza delle Arti e la Danza delle Grazie. Nelle parti più esterne del soffitto sono raffigurate la Commedia e la Tragedia. Lo spazio è decorato con ornati arabeschi, maschere sceniche, piccole scene e putti volanti. Tre porte conducono al secondo atrio.
L'atrio interno ha forma rettangolare ed è decorato da due ordini di arcate, quelle superiori dipinte all'interno con finti panneggi. Tra un'arcata e l'altra sono posti due medaglioni con ritratti di Maffei, Goldoni, Metastasio e Alfieri. 
Al terzo piano si trova una galleria da dove si accede sia al terzo ordine che alla Sala Verdi. Oggi vi sono poste all'estremità due delle statue in legno che decoravano il teatro di Torelli. Prima della distruzione durante la seconda guerra mondiale, la galleria era elegantemente ornata con un soffitto a botte. Lo spazio che oggi è il moderno auditorium un tempo ospitava la sala da ballo. Ai due lati minori di essa si trovavano dei ballatoi che davano su Piazza Maggiore. Il soffitto piano era diviso in tre grandi riquadri contenenti delle immagini incorniciate da cassettoni e ai lati tre rosoni decorati a foglie d'acanto. La galleria doveva anche immettere attraverso una porta a cristalli in un Casino, che però non fu mai realizzato per mancanza di denaro. Nel 1890 il soffitto della sala da ballo fu abbattuto perché stava per crollare. 

## Attività del nuovo teatro

### Stagione lirica
La stagione lirica inaugurale si tenne dal 24 agosto a al 27 settembre 1863. Per la serata inaugurale si decise di chiamare tutti i cinque cantanti fanesi attivi a livello internazionale. Solo il tenore Antonio Giuglini e il baritono Enrico Storti poterono partecipare. Per i ruoli femminili vennero chiamate cantanti non fanesi. Furono rappresentate in totale 23 serate ma le opere principali furono Il trovatore e Macbeth di Verdi e fu richiesto ad Alessandro Nini, compositore fanese, un'opera, non realizzata, che venne sostituita con La favorita di Donizetti.
A partire dal carnevale del 1864 si alternarono una stagione di lirica e una di prosa. Dopo la decadenza che si ebbe con il teatro provvisorio, si sentì la necessità di riportare la stagione del teatro di Fano al suo originario splendore. Nel 1866 furono messe in scena il Rigoletto di Verdi e la Lucrezia Borgia di Donizetti. Nella stagione successiva, che fu paragonabile per successo a quella inaugurale, furono chiamati due cantanti fanesi che non erano potuti venire precedentemente: il soprano Marcellina Lotti Della Santa e il baritono Davide Squarcia. Il comune non pagò con i propri fondi, come era avvenuto fino ad allora: iniziavano a registrarsi dei problemi economici, e infatti non si tennero le stagioni dei due anni successivi. Dal 1870 le stagioni andarono di anno in anno migliorando. Nel 1881 venne di persona a Fano il compositore Cesare Dall'Olio che fu così apprezzato da ricevere una corona d'alloro, una fiaccolata e una serenata sotto la sua finestra.
Nel carnevale del 1888 fu messa in scena come quarta opera straniera a Fano la Carmen di Georges Bizet, che riscosse grande successo. Il teatro fu chiuso per tre anni a causa di crolli, e le stagioni fino a quella del 1892 si trasferirono allo stabilimento balneare. Quella del 1893 fu una stagione acclamatissima per il ritorno del tenore Francesco Tamagno, che cantò nell'opera Gualtiero Swarten di Andrea Gnaga, amico del cantante, e La forza del destino di Verdi. Si chiuse così un'epoca: da questo momento sarebbe stato molto più difficile realizzare un vasto e dispendioso programma di opera lirica in un teatro di provincia come quello fanese.
La stagione del 1897 fu comunque grandiosa poiché ormai Fano si era affermata come stazione balneare per una clientela altolocata. In questa stagione fu messa in scena la prima opera composta dal giovane compositore e direttore d'orchestra fanese Mezio Agostini Il cavaliere del sogno..
Dopo due anni di fermo, si riuscì a realizzare una nuova stagione lirica solo nel 1900, quando fu cantata per la prima volta a Fano La bohème di Puccini. I primi anni del Novecento furono segnati da una scarsità di fondi e interpretazioni non all'altezza di quelle passate. Fu un'eccezione il Lohengrin di Richard Wagner. Anche Fano conobbe così la polemica sulla "musica dell'avvenire" che restituì un po' d'importanza al teatro. Fano conobbe poi le opere veriste, come la Cavalleria rusticana di Mascagni.
Per il decennio successivo il teatro optò per opere già rappresentate, trascurando le più moderne. Solo nel 1913 fu rappresentata, nove anni dopo la prima messa in scena a Milano, la Madama Butterfly di Puccini. Diversamente che a Milano, a Fano l'opera fu apprezzata. Dal 1916 al 1919 il teatro fu chiuso a causa della prima guerra mondiale.
Una delle prime opere rappresentate dopo la riapertura fu il Werther di Massenet, già messo in scena nel 1915, che riscosse grande successo. Nel 1920, cercando di ridare almeno in parte l'antico lustro al teatro, fu rappresentata per la prima volta in assoluto Tempesta d'anime di Franco Bisazza. Dopo alcune stagioni di successo, nel 1923-24 si sospesero le stagioni regolari. Con l'apertura del Politeama "Cesare Rossi" a Fano, il Teatro della Fortuna ebbe un concorrente e di conseguenza gli spettacoli di lirica e prosa si ridussero. Il Teatro della Fortuna riuscì a non soccombere grazie ai turisti altolocati che la città attirava e che la sera andavano a teatro. Ci furono cinque anni di sosta a causa del terremoto del 1930; durante quegli anni gli spettacoli vennero spostati al Politeama.
Nel 1936, per far ricominciare la stagione lirica in modo eclatante, venne chiamato per due anni di fila il direttore fanese ormai di fama internazionale Franco Capuana. Si decise di chiamare anche cantanti illustri come Rosetta Pampanini e Gilda Dalla Rizza. Nel 1937 fu allestita l’Olimpiade di Pergolesi in occasione del bicentenario della sua nascita, ma essendo un'opera molto antica il pubblico fanese non la apprezzò pienamente. Nel 1938 fu invece ospitata l'opera Ombra di Mezio Agostini, opera scritta trent'anni prima ma mai rappresentata: fu l'ultima volta che il Teatro della Fortuna ebbe una prima assoluta.
A differenza del periodo della prima guerra mondiale, durante la seconda guerra mondiale il teatro non fu chiuso perché il governo fascista voleva dare l'impressione di essere sul punto di vincere la guerra, anzi rispetto al periodo precedente i cantanti italiani non erano più impegnati in tournée attraverso l'Europa: nel 1942 venne infatti allestita una stagione estiva che ospitò artisti che Fano prima non si sarebbe potuta permettere. I biglietti erano stati venduti fino all'ultimo e la folla occupava totalmente Piazza XX Settembre, dove un filodiffusore trasmetteva la voce del tenore Beniamino Gigli che cantava nell'opera Andrea Chénier di Giordano. Addirittura nel 1943, in occasione dell'ottantesimo anniversario dell'apertura del teatro, venne programmata l'opera Virginia del fanese Alessandro Nini, la cui composizione non era stata rappresentata nella stagione inaugurale del 1863. Nel frattempo però il teatro venne distrutto. Nel dopoguerra gli spettacoli furono rappresentanti al Politeama finché il teatro non riaprì nel 1998.

### Stagione di prosa
Le stagioni di prosa del teatro comprendevano commedie, drammi, tragedie e farse. Già dai primi anni furono chiamate compagnie itineranti che facevano rappresentazioni per più settimane e mettevano in scena un testo diverso ogni sera con attori che interpretavano ruoli perlopiù fissi, con una scenografia adattabile a qualunque teatro. Queste compagnie spesso recitavano a giorni alterni al Teatro La Fenice di Senigallia e al Teatro della Fortuna. La compagnia di Elena Pieri Tiozzo giunse al teatro subito dopo la sua apertura ma la partecipazione agli spettacoli di prosa fu inferiore rispetto a quelli di lirica anche perché tale stagione si tenne in inverno, quando era molto difficile riscaldare il teatro. Passarono infatti quattro anni prima che un'altra compagnia mettesse piede a teatro. La prosa era sostenuta dalla Società Filodrammatica Fanese, formata da aristocratici e borghesi che spesso recitavano in teatro.
Per tutto l'Ottocento si alternarono compagnie itineranti e momenti di pausa per mancanza di attori. Cercavano di colmare questi vuoti le compagnie filodrammatiche fanesi e pesaresi, ma la prosa non fu mai molto apprezzata a Fano. Cesare Rossi dopo essere stato filodrammatico fanese, affermatosi come attore, spesso tornò a Fano con la sua compagnia. A volte tornava anche a esibirsi con i filodrammatici come nell'applaudita serata del 18 agosto 1887 in cui venne rappresentata La Gerla di papà Martin. Il pubblico fanese però apprezzava soprattutto gli spettacoli comici e non troppo impegnativi, e per questo si rappresentavano soprattutto pochade parigine o commedie di Goldoni.
Con l'inizio del Novecento, per le difficoltà incontrate nel l'allestimento di opere liriche troppe dispendiose, la prosa acquisì sempre più importanza e il pubblico divenne più esigente, iniziando a prediligere la bravura degli attori piuttosto che la bellezza dei testi. Gli spettacoli iniziarono a diventare sempre più impegnati. Dopo un periodo di crisi gli spettacoli dei filodrammatici si spostarono al politeama. Nel 1905 fu accolta con grande fervore La città morta di D'Annunzio, autore molto rappresentato in questo secolo. Continuarono ad essere messi in scene anche autori già rappresentati numerose volte al Teatro come Ferrari.
Nel 1909 si esibì la compagnia della "società Teatro Stabile di Roma" che rappresentò L'amore dei tre Re, che fu molto discussa. Nel 1913 il teatro ospitò una compagnia napoletana, novità per un pubblico non abituato al teatro dialettale. Con la Prima Guerra Mondiale anche la stagione di prosa si interruppe. Dopo la guerra gli spettacoli ripresero alternando opere tradizioni e moderne. Niccodemi fu molto rappresentato è molto apprezzata fu L'alba il giorno la notte. Nel 1923 fu ospitata a Fano la prima compagnia fasciata. Da questo periodo il Politeama "C.Rossi" iniziò ad ospitare anche compagnie professionali, infatti li venne presentata la prima opera di Pirandello a Fano, Sei personaggi in cerca d'autore. Negli anni successivi il Teatro della Fortuna mantenne comunque il suo ruolo di spicco ospitando i migliori attori dell'era fascista, che però non offriva altro che commedie. Nel 1940, appena l'Italia entrò in guerra, fu costituito il "Gruppo d'Arte Drammatica C.Rossi", nuovo gruppo filodrammatico. Nel 1941 tornò a Fano l'attore fanese Ruggero Ruggeri che per la prima volta offrì un'opera alla sua città in L'ape regina di Tieri e Il maestro di Bahr. Dall'anno seguente, prima che il teatro chiudesse per la distruzione del 1944, gli spettacoli di prosa furono spostati al politeama per ridurre le spese. 

### Spettacoli di arte varia
Le serate dedicate agli acrobati e ai mimi, ai prestigiatori e agli illusionisti, alle prime proiezioni del cinema muto e alle esibizioni sportive suscitavano il disappunto degli spettatori più colti, ma erano apprezzate dal pubblico popolare. I grandi veglioni in maschera costituivano un evento tipico del periodo carnevalesco, ed erano possibili grazie a un marchingegno che sollevava la platea all'altezza del palcoscenico per ricavare un unico spazio destinato alle danze. Il 18 novembre 1865 una compagnia africana di venti beduini si esibì in salti e acrobazie, mentre un anno più tardi venne offerto uno spettacolo di magnetismo. Nell'estate 1870 furono proposti spettacoli ginnico-acrobatici con tre "chinesi" (Arr Bee, Yang Zing e Hee Treev) e una compagnia di arabi della tribù Beni-Zoug-Zoug. Il pubblico fanese conobbe poi un nuovo genere: l'operetta. Nel 1879 la compagnia diretta da Pietro Franceschini si esibì in 12 recite (con un intervallo forzato la sera del 22 luglio a causa di un principio d'incendio) con scarsa affluenza di pubblico e modesti incassi. Nell'ottobre del 1893 il pubblico fanese poté apprezzare la compagnia di varietà "Fine secolo" con il famoso trasformista Leopoldo Fregoli. Nel 1897 furono realizzate, per la prima volta a Fano, delle proiezioni con il Cinematografo Edison e con il Reale Cinematografo Lumière. Nel 1899 furono allestite due rappresentazioni della fiaba musicale Belfiore e Bellaspina interpretata dai bambini dell'asilo infantile, con la direzione d'orchestra del Maestro Mezio Agostini, seguite da nuove proiezioni del Reale Cinematografo Lumière. Nel settembre 1903 l'illusionista Francesco Bonfiglio realizzò uno spettacolo di genere misto con proiezioni "photoglobe" con "apparato universale Lumière". Dopo l'apertura di sale destinate a cinematografo, il teatro fu usato solo per film di grande richiamo come Quo vadis? (1913), Gli ultimi giorni di Pompei e Marcantonio e Cleopatra (1914). Il 16 settembre 1923 il palcoscenico fu trasformato in ring per incontri di boxe. Nel maggio 1925 il teatro ospitò l'assembra generale del Congresso Eucaristico Marchigiano, mentre nel dicembre 1929 si tenne una serata di lotta libera greco-romana con il campione Giovanni Reicevich. Alla riapertura del 1938 ci fu una serata di musiche e canti indiani con la compagnia Menaka e in maggio uno spettacolo jazz con Mario Latilla. In pieno clima bellico, nel 1942 i giovani del X Corso Allievi Ufficiali di Complemento allestirono una rivista con la regia di Paolo Grassi, allora allievo ufficiale e in seguito fondatore del Piccolo Teatro di Milano con Giorgio Strehler.

### Accademie e concerti
Nei primi quarant'anni dall'apertura del teatro, furono frequenti le rappresentazioni di "accademie", cioè esibizioni di cantanti lirici che interpretavano arie o duetti. Le parti esclusivamente musicali erano dunque davvero poche, e la musica sinfonica o da camera era allora sconosciuta in un centro minore come Fano, dove venivano realizzati quasi solo preludi o intermezzi d'opera. Per tutto l'Ottocento si avvicendarono artisti famosi ed artisti locali, tra cui figurò anche il giovane Mezio Agostini, allora promettente pianista. Varie accademie si tenevano anche allo Stabilimento Balneare, dove il pubblico era composto prevalentemente da ricche signore, le quali apprezzarono particolarmente l'esibizione del 1892 di Pietro Tamagno. Nel 1902, in occasione dell'anniversario della morte di Verdi, giunse a Fano Pietro Mascagni, che si esibì in arie verdiane. In suo onore fu realizzato un busto che venne collocato nella sala da ballo del teatro, che da allora fu denominata Sala Verdi. Questa sala dopo la guerra ospitò opere da camera e conferenze, che in questo periodo si iniziarono a tenere con grande frequenza. Dal 1901 iniziarono ad essere realizzati veri e propri concerti, il primo dei quali fu l'esibizione del violoncellista Ferdinando Ronchini e del pianista Mezio Agostini. Nel 1908 il teatro ospitò il primo concerto di musica sinfonica, tenuto dall'orchestra del Teatro alla Scala di Milano con direttore Pietro Mascagni. Da allora i concerti, che vedevano spesso il fanese Mezio Agostini esibirsi come direttore d'orchestra o pianista, soppiantarono definitivamente le accademie. Dopo la riapertura del teatro nel 1935 non vi si tennero più concerti per mancanza di fondi. Continuarono però le conferenze, l'ultima delle quali, del 1942, reca come titolo Giovanni Pascoli poeta e profeta dell'Italia nuova.

## I restauri del Novecento
Alla fine dell'Ottocento i nove palchi centrali del terzo ordine furono trasformati in galleria abbattendo le pareti divisorie, per aumentarne la capienza e per "sfollare la platea"
Nel 1930 un terremoto lesionò l'edificio, che fu chiuso al pubblico. I restauri avvennero sotto la supervisione di Carlo Ughi. Fu scavata una fossa per l'orchestra riducendo ulteriormente l'ampiezza del palco. Furono inoltre rifatti gli impianti di illuminazione e di riscaldamento, eretto un nuovo sipario color amaranto e sostituito il lampadario centrale. Dopo la riapertura del 1936 venne distrutto e ricostruito in scala ridotta l'antico pontile ideato da torelli per ampliare lo spazio scenico e che collegava il palazzo Malatestiano al teatro. Lì, all'epoca di Poletti, venne costruita l'unica sala realizzata nel casino; ospitò poi la prima sala della pinacoteca civica. 

### Restauri dopo la seconda guerra mondiale
Il teatro fu abbattuto dal crollo della torre civica nel 1944. Ottenuto il contributo ministeriale per danni di guerra, i restauri iniziarono già nel 1951. Per prima cosa venne rimosso il tetto e la struttura portante di legno. Tutto ciò avvenne in pieno inverno: le acque piovane distrussero le decorazioni in stucco della sala e danneggiarono le strutture portanti. La rimozione del tetto portò alla totale perdita della volta polettiana, compresi gli stucchi di Grandi. La volta fu ricostruita con un numero di tegole insufficienti che causarono infiltrazioni di acqua.
Con la concessione di nuovi fondi nel 1954 furono rifatti gli stucchi della volta ma non furono ridipinti gli affreschi di Grandi. Si salvarono invece il sipario e il lampadario che furono reinstallati in quegli anni. Un anno dopo furono rifatti gli stucchi e i cassettoni dell'architrave di proscenio, distruggendo ciò che poteva essere restaurato. Il teatro fu abbandonato per un decennio e le infiltrazioni lasciarono tracce sul nuovo soffitto. Finalmente nel 1965, con la spinta dall'opinione pubblica, che vedeva il teatro come un simbolo della sua città, vennero ripresi i lavori: furono ristrutturate le strutture portanti della sala e sostituti i travetti lignei con quelli in ferro. Si reintegrarono le decorazioni in stucco, restituendo alla sala il suo aspetto originario; vennero rifatte le diciotto statue che decoravano il loggione. Venne distrutto il meccanismo di sollevamento della platea al livello del palcoscenico. Lo spazio sottostante alla platea fu utilizzato come spogliatoio e deposito di strumenti dell'orchestra. Nel 1970 vennero nuovamente sospesi i fondi e i lavori si interruppero fino al 1980. Nel frattempo venne presentato un progetto che prevedeva il recupero del teatro, la costruzione di un nuovo teatro all'aperto, la distruzione della torre civica appena ricostruita e la trasformazione in auditorium della Sala Verdi. Tale progetto fu ridimensionato dal ministero della conservazione e tutela del patrimonio storico e architettonico. Nel 1985 fu ultimato il risanamento di tutte le strutture e terminato l'impianto antisismico, tranne la zona su via Malatesta, dove verrà poi costruito un corpo in alluminio e vetro che ospiterà i camerini. Nel 1988 fu terminata la meccanica di scena; venne installato un sistema di apertura a comando della fossa d'orchestra e per il suo sollevamento all'altezza della platea. Fu installato un impianto elettrico e di ventilazione, ascensori, restaurati gli atrii e gli scaloni, completati i pavimenti utilizzando mattonelle in cotto come nell'originale teatro e completate le opere in stucco, comprese quelle dorate. Nel 1990 fu allestita una mostra che permetteva di visitare gli atrii e la sala e che ripercorreva la storia del teatro. Il teatro fu soggetto a due episodi di vandalismo: il primo danneggiò gli stucchi e le decorazioni della sala interna, il secondo, ad opera di un piromane, rovinò i palchi e il soffitto. Poco prima della riapertura avvenuta nel 1998 furono recuperati e acquistati gli arredi e rifinita la macchina teatrale.